# Peng Fei
Peng Fei (6 de marzo de 1992) es un luchador chino de lucha grecorromana. Compitió en dos campeonatos mundiales, se clasificó en la 13.ª posición en 2013. Ganó una medalla de bronce en los Juegos Asiáticos de 2014. Consiguió un séptimo puesto en campeonato asiático de 2015.